# 巣箱
巣箱（すばこ）は、動物が住みつき生活しやすいように作られた箱である。鳥類でも小型のもの（小鳥）のほか、昆虫を含む小動物向けの様々な巣箱が製作・利用されている。

## 概要
巣箱は、巣を作りそこを生活の拠点とする性質のある動物の生活を助けるために、人間が製作・設置するものだが、これらは家畜やペットないし観察や人工繁殖させるために飼育される動物を対象とする場合もあれば、野生動物の保護のために自然の環境中に設置される場合もある。
その多くでは、これら動物が人工物を嫌うことから、木材でできたものが主流である。

## 巣箱の形態
目的にもよって、さまざまな巣箱が存在する。

### 小鳥のための巣箱

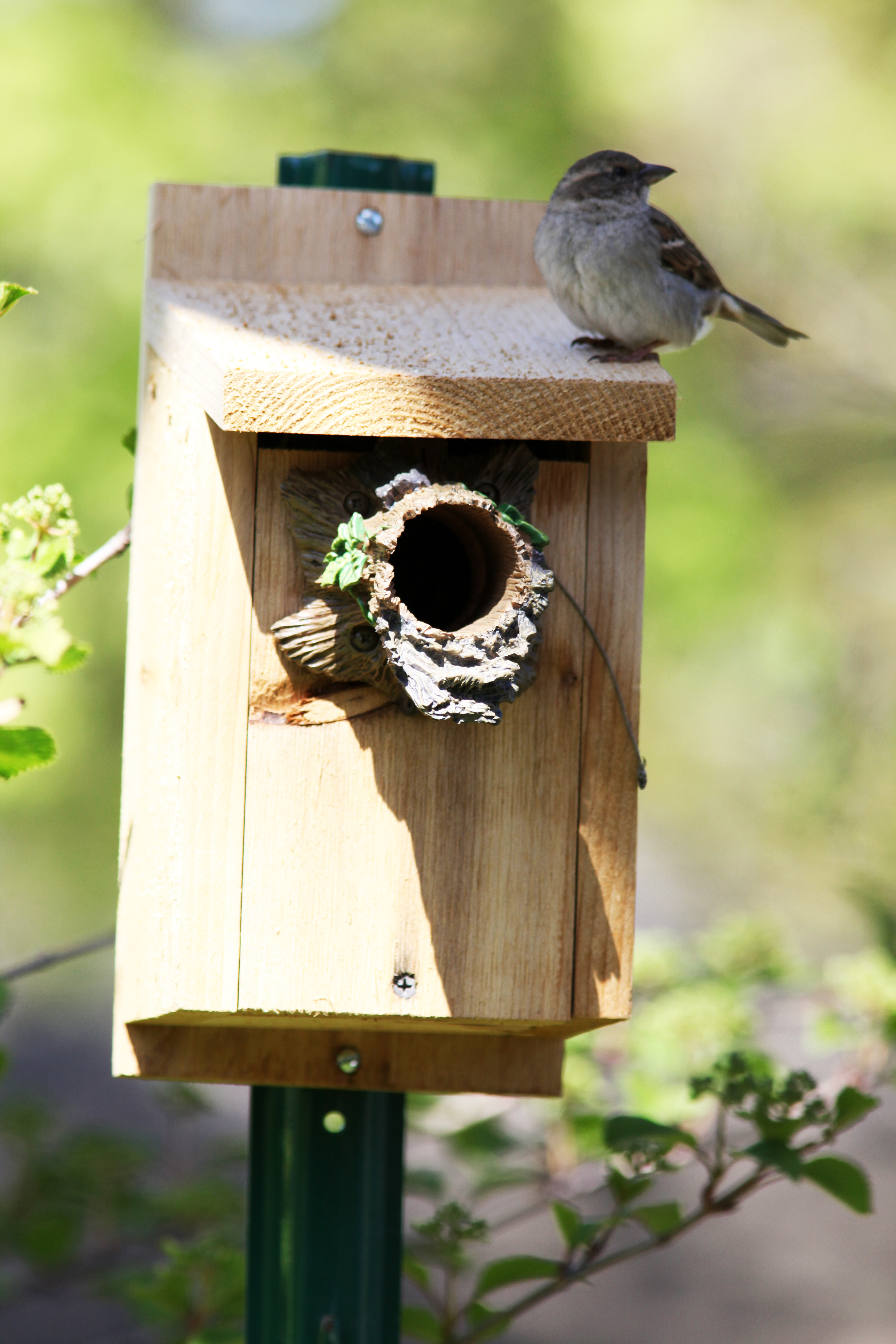
スズメと巣箱

野生動物に対して用いられるものの場合、比較的よく見るものとしては小鳥のために木の幹などに設置されるものがある。これは目的の大きさの小鳥が入りやすいサイズの穴が空けられている反面、蛇など肉食の天敵が入り込み難いように工夫された出入り口を持つ。また風雨で内部が水浸しにならないよう、屋根構造を持つ。
英語では「 Birdhouse 」と呼ばれるこれらの箱は、小鳥にとって快適なシェルターであると同時に、繁殖に適した巣穴となる。繁殖シーズンになると小鳥はこの巣箱の中に木の枝などを運び込んで巣をつくり、その中に卵を産んで育てる。

### 家畜と巣箱

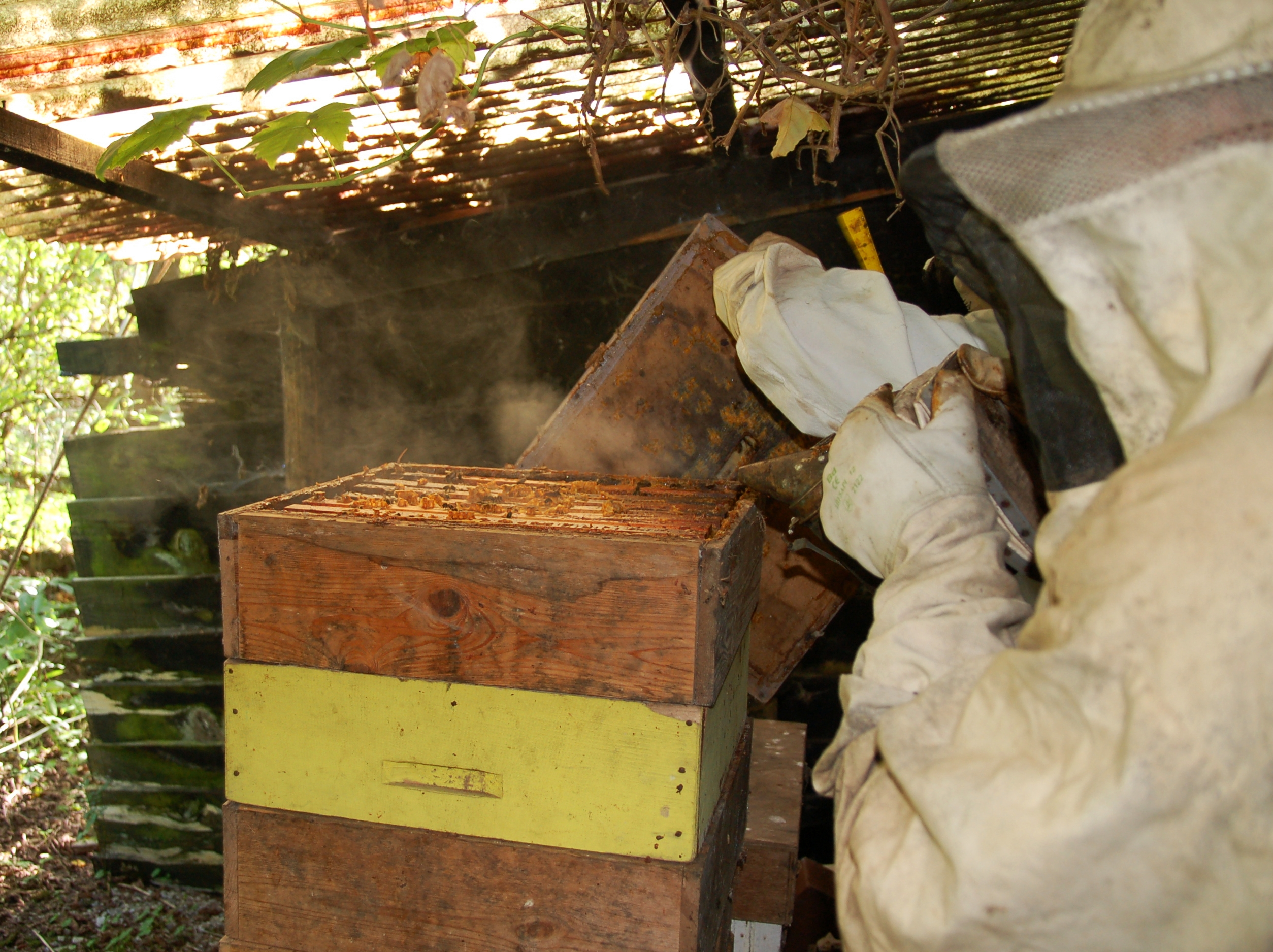
ミツバチの巣箱から巣を回収する養蜂家

巣箱を使う家畜には、鳥類のほかにミツバチがある。養蜂では養蜂箱と呼ばれる、家畜化したミツバチが繁殖しやすいよう、工夫された専用の巣箱が用いられる。この箱は内部が蜂が営巣しやすいよう工夫された構造となっているが、この中にミツバチが営巣した場合に、それらはパネル状になった複数の巣からなる一つの社会を形成する（→社会性昆虫）。この巣箱は出入り口が閉鎖できるようになっているほか、移動ができる。養蜂家はこの巣箱を花のある場所に運搬してミツバチを放つと、ミツバチは巣箱を中心として集めた蜜で巣箱内の巣に蜂蜜を蓄える。この蜂蜜を人間が集めて利用するほか、巣の素材である蜜蝋なども利用できる資源として得ることができるのである。
鳥類の場合、1羽やそのつがいから得られる資源は高が知れているため、たいていは鳥小屋など複数の鳥を飼育するための建物が利用される。しかしその小屋の中に仕切りを設けて、各々を巣箱状にする場合もあり、ハトなどでは食用にせよ伝書鳩のような通信用にせよ、1羽ずつ分かれて住めるような構造も見られる。

### ペットと巣箱
ペットの飼育において、小鳥の場合は鳥篭の中に小鳥が安心してゆっくり休めるよう、巣箱を設ける場合がある。またハムスターやネズミなどの場合でも、箱状の巣を設置する場合がある。

## 巣箱と自然保護
巣箱の設置が自然保護活動の一環で、自然の森に巣箱をかけることで鳥を保護を目指す運動も見られる。ただしこれにはさまざまな問題があり、改良のための努力や議論も行われている。以下にその問題と取り組みを示す。

### 鳥類相への影響
一般的な大きさの巣箱を利用する鳥類が、ごく一部の種に限定されることが指摘される。巣箱を利用する鳥は、木のうろ（木の幹にできる空洞→樹洞）などの穴を巣として利用する鳥であり、枝先などに開かれた巣を作る鳥は利用しない。
日本では、巣箱を利用する鳥はシジュウカラ・ヤマガラなどのカラ類や、ムクドリ、アオバズク、フクロウ（特大巣箱を必要とする）などに限定される。このためいくら巣箱を設置しても、野外の大部分の鳥類にとっては意味を成さない。
またドイツでは、隣接した森林で片方に巣箱を設置した比較実験を行ったが、巣箱が用意された側の林では、洞巣性の鳥類が激増したという。巣箱の設置が鳥類相（鳥類の種類ごとの分布や比率といったバランス）を大きく崩す可能性があり、人為選択にもつながりかねない。
この問題に対しては、鳥の種別に適した巣箱を作り、目的も特定種の鳥類の保護に限定した活動とする例もある。例えば巨木の少なくなった環境では、フクロウの営巣が可能な大きなうろもその数を減らすため、フクロウ保護のために専用の巣箱をかける活動や、森林性のコウモリの保護のために、コウモリの習性に即した専用の巣箱を作っている実践例もある。

### 包括的な保護活動の必要性
動物の生息域を維持するには、その巣作り以前に、餌を得たり活動する場としての自然環境が必要である。これは自然環境保全や、損なわれた環境の回復に向けた包括的な活動を意味するが、これは往々しにて膨大なコストと時間および継続的な努力を必要とする。
その点で、巣箱を設置する活動は巣作りの場を確保するその場限りの対応策であるものの、その巣箱が朽ちて壊れるまでのしばらくの間は明確な形として残り、その動物の保護になっているというような幻想を抱かせる可能性もあげられる。ただ営巣の場のみ提供し、それ以外の野生動物の性質に沿った環境を整え忘れた保護活動は、中身のない・結果的にそれら動物の保護には繋がらないものとなる問題が指摘される。